# سیکی جوکو
سیکی جوکو (به ژاپنی: 正氣塾, Seikijuku) گروه  راست (گرایش سیاسی) امپریالیسم ژاپن مستقر در استان ناگاساکی، تأسیس شده در سال ۱۹۸۱ بود. این گروه مسئول تعدادی از حوادث خشونت‌آمیز، از جمله تیراندازی نزدیک به مرگ شهردار  ناگاساکی «هیتوشی موتوشیما» در سال ۱۹۹۰ بود که اظهار داشت امپراتور هیروهیتو مسئول جنگ است.